# Leopoldo Panero
Leopoldo Panero Torbado (Astorga, Lleó, 17 d'octubre de 1909 - Castrillo de las Piedras, Lleó, 27 d'agost de 1962) fou un poeta espanyol dins de la "poesia aferrada de postguerra", membre de la Generació del 36. Fill de Moisés Panero Núñez i de Guadalupe Torbado de las Cuevas. Germà del poeta Juan Panero (1908-1937) i pare de Juan Luis Panero (1942-2013), Leopoldo María Panero (1948-2014) i Michi Panero (1951-2004), els dos primers també poetes i el tercer intel·lectual. Casat amb l'escriptora Felicidad Blanc (1913-1990).

## Biografia
Leopoldo Panero fou un poeta español que escrigué sobre diversos temes com: la família, el dubte religiós i el pas del temps. Juntament amb L. Rosales, L. F. Vivanco i D. Ridruejo va col·laborar en la revista Escorial i va formar part d'una generació lírica estètica i conservadora. Llicenciat en Dret, va assistir en alguns cursos d'especialització a Tours, Poitiers i Cambridge (1932-1934), on va conèixer la poesia de Shelley, per la cual va sentir admiració, i realitzà algunes traduccions, com també algunes traduccions de l'autor John Keats. Aferrat a moviments vanguardistes, en els quals va escriure versos amb influències creacionistes i surrealistes, s'inclinà per una poesia més clàssica com la d'A. Machado. Entre 1930 i 1932 va elaborar Versos de Guadarrama (1945) on expresa nostàlgicament la seva visió de l'home, l'amor, el temps i el paisatge.
A l'inici de la Guerra Civil va ser acusat de relacionar-se amb intel·lectuals marxistes i gairebé l'afusellen. Alliberat gràcies a la intervenció de Carmen Polo, esposa de Franco i cosina llunyana de la mare de Panero, va fer la guerra en el bàndol rebel. Un cop acabada la guerra, va ocupar càrrecs culturals dins el règim franquista.

## Obra
La seva obra és un retorn de les emocions primàries de l'existència humana, i els temes més tractats són: l'amor, la mort, la terra i el paisatge d'Espanya.

### Poesia
A continuació es presenten les obres poètiques que realitzà (amb el títol original):
- La estancia vacía (fragment), Escorial, 1945.
- Versos del Guadarrama. Poesia 1930–1939, M., Revista Fantasia, 1945.
- Escrito a cada instante, M., Cultura Hispànica, 1949 (Premi Nacional de Literatura).[5]
- Canto personal. Carta perdida a Pablo Neruda, M., Cultura Hispànica, 1953.
- Poesía. 1932–1960, M., Cultura Hispànica, 1963 (Pròleg de Dámaso Alonso).
- Obra completa, M., Edit. Nacional, 1973. ISBN 978-84-276-1119-1
- Antología de Leopoldo Panero, Barcelona, Plaza & Janés Editors, 1977. ISBN 978-84-01-80928-6
- Por donde van las águilas, Albolote, Editorial Comares, S. L., 1994, ISBN 978-84-8151-098-0